# Distrikt Altenhof
Der Distrikt Altenhof war eine Verwaltungseinheit im Oberen Mühlviertel in Oberösterreich.
Der Distrikt mit dem Distriktskommissariat im Schloss Altenhof wurde 1776 geschaffen und war der Kreisbehörde für den Mühlkreis, die sich anfangs in Rohrbach, dann in Freistadt und ab 1794 in Urfahr befand, unterstellt und besorgte deren Amtsgeschäfte vor Ort. Die Zuständigkeit erstreckte sich auf die Steuergemeinden Altenhof, Pfarrkirchen, Weberschlag, Ollerndorf und Puzleinsdorf.
Darin darin befindliche Orte waren Albernberg, Ameised, Atzgerstorf, Berg bey Hamet, Berg bey Meyring, Eberstorf, Eilmannsberg, Erdmannstorf, Falkenhof, Hag, Hamet, Harrau, Hinterleiten, Hocheding, Hochhaus, Irnetsed, Karlesbach, Kleinstifting, Konzing, Mayring, Mühlholz, Obernberg, Oberspielleiten, Ollerndorf, Pernerstorf, Pfarrkirchen, Pohlmannstorf, Ratzesberg, Scharten, Schlag, Schrattendoppel, Stahrmberg, Steinstraß, Unhollned, Waldhäusel, Weberschlag, Wehrbach, Wernerstorf, Wurzwoll und Zineck, dann Egnerstorf, Grün, Keinerstorf, Klozing, Kramsreit, Kranawitted, Männerstorf, Moos, Neundling, Pernerstorf, Putzleinsdorf, Streimesberg, Tagleinsbach, Bernatzgerstorf, Wegerstorf und Wulln.
Damit umfasste der Distrikt einen Markt und 56 Dörfer mit insgesamt 3393 Einwohner.